# Haqq
('Abd al-Karīm al-Gīlī )
Haqq è un termine di origine araba, e nell'Islam è considerato uno dei novantanove nomi di Dio nel Corano. In lingua originale la parola ha il significato di "verità", ma può essere interpretato anche come "giustizia" o "diritto".
È il nome più utilizzato dagli aleviti per indicare la realtà ultima o Dio (com'è usanza anche tra i sufi). Data la natura più panteistica che monoteistica dell'Alevismo, il termine sta ad indicare, più che un ente trascendente e personale, un principio che contemporaneamente costituisce e infonde vita a tutte le cose che esistono. A influenzare la concezione alevita della Divinità hanno contribuito anche influssi umanistici e universalistici, alimentati dalla cultura della Turchia moderna. Per questo motivo, mentre le vecchie generazioni alevite tendono a considerare la religione come una credenza di fede, le nuove generazioni tendono ad un ideale più filosofico.
Il termine è sostanzialmente associabile a quello di Assoluto, e può essere considerato in rapporto con il termine halq, cioè il mondo creato. L'uno è forma dell'altro, un po' come paragonare il mondo al ghiaccio e l'assoluto all'acqua. L'acqua solidificata è definibile come ghiaccio, ma il suo vero nome è sempre acqua.